# Kevin Bishop (triatleta)
Kevin Bishop (1994) es un deportista estadounidense que compitió en triatlón. Ganó una medalla de bronce en el Campeonato Panamericano de Triatlón de 2019 en la prueba de relevo mixto.

## Palmarés internacional
| Campeonato Panamericano | Campeonato Panamericano | Campeonato Panamericano | Campeonato Panamericano |
| Año                     | Lugar                   | Medalla                 | Prueba                  |
| ----------------------- | ----------------------- | ----------------------- | ----------------------- |
| 2019                    | Monterrey (México)      | Medalla de bronce       | Relevo mixto            |